# ویندگپ (شهرستان کیلکنی)
ویندگپ (به لاتین: Windgap) یک منطقهٔ مسکونی در جمهوری ایرلند است که در شهرستان کیلکنی واقع شده‌است.